# تشارلز مارتن (سياسي أمريكي، مواليد 1856)
تشارلز مارتن (بالإنجليزية: Charles Martin)‏ هو سياسي أمريكي، ولد في 20 مايو 1856 في أوغدينسبورغ في الولايات المتحدة، وتوفي في 28 أكتوبر 1917 في شيكاغو في الولايات المتحدة. نشط حزبياً في الحزب الديمقراطي. وقد انتخب عضو مجلس النواب الأمريكي.